# Fernando Haddad
Fernando Haddad (ur. 25 stycznia 1963 r. w São Paulo) – brazylijski polityk Partii Pracujących, w latach 2005–2012 minister edukacji, od 2013 r. burmistrz São Paulo, w 2018 r. kandydat na prezydenta Brazylii, z wykształcenia prawnik i ekonomista.

## Życiorys
Urodzony 25 stycznia 1963 r. w São Paulo jako syn Chalila Haddada i Normy Therezy Goussain Haddad. W 1985 r. ukończył na uniwersytecie w São Paulo studia prawnicze, a pięć lat później na tej samej uczelni uzyskał magisterium z ekonomii, a w 1996 r. doktorat w dziedzinie filozofii, który nadano mu na macierzystej uczelni. Pracował jako prawnik, a w 1990 r. uniwersytet w São Paulo mianował go profesorem politologii.
Od 1983 r. związany z Partią Pracujących, zaangażował się w działalność ruchów studenckich i w 1985 r. został wybrany przewodniczącym centrum studenckiego na uczelni. W administracji Marty Suplicy, która od 2000 r. była burmistrzem São Paulo, był w latach 2001–2003 szefem personelu działu finansowego i ekonomicznego. Po zwycięstwie Luiza Inácio Lula da Silvy w wyborach prezydenckich w 2002 r., Haddad został w czerwcu 2003 r. specjalnym doradcą Ministerstwa Planowania, Budżetu i Zarządzania kierowanego przez Guido Mantegę i odpowiadał za planowanie projektów partnerstwa publiczno-prywatnego w sektorze infrastruktury. Po przejściu w lutym 2004 r. Tarso Genro do Ministerstwa Edukacji, objął stanowisko sekretarza ministra. W tym okresie koordynował pracę zespołu, który przygotował projekt reformy uczelni wyższych.
Po wybuchu skandalu korupcyjnego i dymisji José Genoíno Neto z funkcji przewodniczącego Partii Pracujących, Tarso Genro odszedł z Ministerstwa Edukacji na stanowisko przewodniczącego partii, a Haddad 29 lipca 2005 r. objął funkcję ministra edukacji. Na tym stanowisku kontynuował politykę swojego poprzednika, ale także dążył do powołania funduszu wsparcia i rozwoju edukacji oraz pracowników oświaty, który utworzono w grudniu 2006 r. Po reelekcji prezydenta w 2006 r. Haddad utrzymał stanowisko. Zajął się wówczas wprowadzeniem programu ewaluacji oświaty.
Po zakończeniu kadencji Luli był wymieniany w 2011 r. jako możliwy kandydat na burmistrza São Paulo w wyborach planowanych na kolejny rok, jednak spotkało się to z oporem senator i byłej już wówczas burmistrz Marty Suplicy. Ostatecznie w listopadzie został zatwierdzony jako kandydat, po rezygnacji innych polityków Partii Pracujących. Z tego powodu w styczniu 2012 r. ustąpił z funkcji ministra w gabinecie Dilmy Rousseff, a zastąpił go Aloízio Mercadante. W pierwszej turze Haddad zdobył 29% głosów i z wynikiem gorszym o 2 pp. od José Serry wszedł do drugiej tury, w której 28 października 2012 r. zwyciężył z wynikiem 56% głosów. Funkcję burmistrza objął w styczniu kolejnego roku i piastował ją przez pięć lat.
Po tym, gdy pod koniec sierpnia 2018 r. sąd zakazał Luli startu w wyborach w związku z oskarżeniami o korupcję, 11 września ten oficjalnie wycofał się z wyborów prezydenckich i przekazał swoje poparcie Haddadowi, który był dotychczas jego kandydatem na wiceprezydenta. W pierwszej turze wyborów, 7 października 2018 r., Haddad uzyskał 28,7%, tj. drugi wynik za Jairem Bolsonaro, co pozwoliło mu wejść do drugiej tury.
Żonaty z Aną Estelą Haddad, mają dwójkę dzieci.